# Domenico Maria Mezzadri

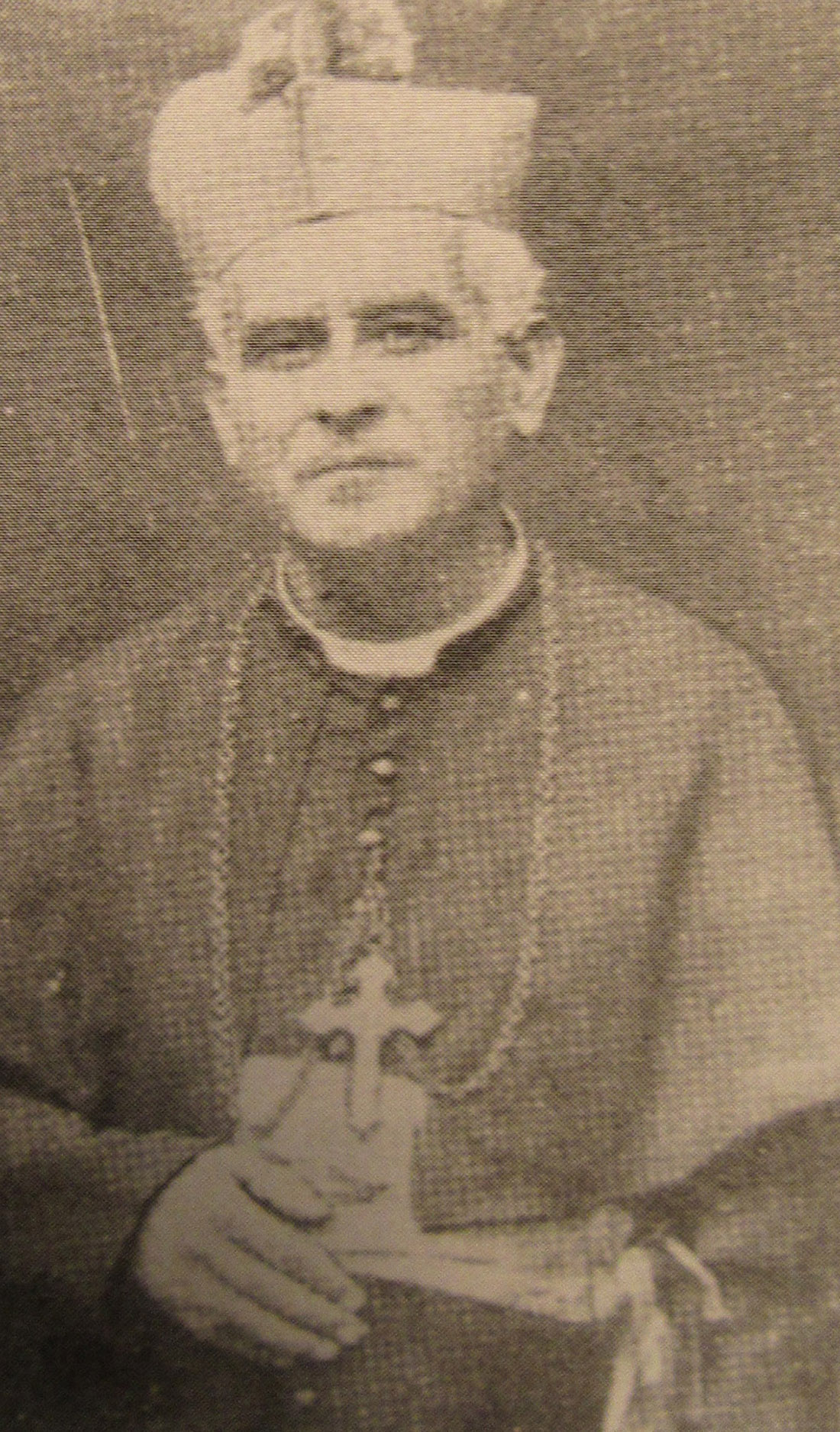
Bischof Domenico Maria Mezzadri

Domenico Maria Mezzadri (* 30. Januar 1867 in San Rocco al Porto, Provinz Lodi, Italien; † 8. Dezember 1936 in Chioggia) war von 1920 bis 1936 römisch-katholischer Bischof von Chioggia.

## Leben

Bischofswappen

Luigi Carlo Borromeo empfing am 11. August 1889 in Lodi das Sakrament der Priesterweihe.
Papst Benedikt XV. ernannte ihn 1920 zum Bischof von Chioggia. Die Bischofsweihe spendeten ihm am 22. August 1920 Pietro Zanolini, Bischof von Lodi, und die Mitkonsekratoren Bischof Francesco Ciceri und Erzbischof Nicola Marconi.
Während seines Episkopates feierte er den ersten diözesanen Eucharistischen Kongress im Jahre 1923 und zwei Pastoralbesuchen in den Jahren 1922 und 1930.
Im Jahr 1927 eröffnet er die Kirche von San Michele Brondolo für den Gottesdienst und 1935 weihte er die kleine Kirche der Kapuziner auf dem Friedhof von Chioggia.
Er starb unerwartet in der Nacht zum 8. Dezember 1936 und wurde wie seine Vorgänger in der Kathedrale von Chioggia beigesetzt.